# Spoorlijn Montsoult-Maffliers - Luzarches
De spoorlijn Montsoult-Maffliers - Luzarches is een spoorlijn in het Franse departement Val-d'Oise (regio Île-de-France). De lijn is 11,1 kilometer lang en heeft als lijnnummer 315 000. De lijn kent vooral forenzentreinreizigers die naar Parijs reizen, en is onderdeel van lijn H van Transilien.

## Geschiedenis
De Compagnie des chemins de fer du Nord maakte in 1863 plannen voor een spoorlijn tussen de spoorlijn Paris-Nord - Lille en Luzarches via Chantilly, maar deze werden niet verwezenlijkt. De lijn werd uiteindelijk verwezenlijkt als een aftakking van de spoorlijn Épinay-Villetaneuse - Le Tréport-Mers, welke in 1877 geopend werd. De lijn tussen Montsoult - Maffliers en Luzarches opende op 1 mei 1880.
In 2009 werd het hoofdperron van station Luzarches opgehoogd, vanwege de komst van de nieuwe Z 50000 "Francilien"-treinstellen. In de zomer van 2010 werden de sporen van de lijn vernieuwd.
De lijn loopt door de vallei van de Ysieux. De lijn heeft een moeilijk profiel, met veel steile klimmen en bruggen. De eensporige lijn heeft een inhaalpunt op het station Belloy - Saint-Martin. Daarnaast heeft alleen eindstation Luzarches twee sporen. Station Viarmes had bij de opening van de lijn ook een inhaalpunt, maar het tweede spoor is daar verwijderd.

## Treindiensten
De SNCF verzorgt het personenvervoer op dit traject met Transilien treinen. Sinds 2010 wordt de lijn bereden door treinen van de nieuwste generatie, type Z 50000 "Francilien".
| Serie   | Treinsoort        | Route | Bijzonderheden |
| ------- | ----------------- | --- | -------------- |
| Trans H | Transilien (SNCF) | [ Paris-Nord – Épinay - Villetaneuse – [ Montsoult - Maffliers – [ Luzarches ] / [ Persan - Beaumont ] ] / [ Ermont - Eaubonne – [ Pontoise ] / [ Persan - Beaumont ] ] ] / [ Pontoise – Valmondois – Persan - Beaumont – Creil ] |                |

## Aansluitingen
In de volgende plaatsen is er een aansluiting op de volgende spoorlijn:
Montsoult-Maffliers
RFN 325 000, spoorlijn tussen Épinay-Villetaneuse en Le Tréport-Mers

## Elektrische tractie
De lijn werd in 1970 geëlektrificeerd met een spanning van 25.000 volt 50 Hz. 